# Thomas Langlois Lefroy
Thomas Langlois Lefroy (8 janvier 1776 – 4 mai 1869) est un homme politique et juge irlandais.

## Biographie
Il est le fils aîné du colonel Anthony Peter Lefroy de Limerick (né au 108 St George Street, Limerick, aujourd'hui O'Connell Street) et de Anne Gardiner. Selon le site web maintenant inaccessible de Carrington Manor (manoir de Tom Lefroy à Longford en Irlande), la famille Lefroy venait de la ville de Cambrai, dans le nord de la France. Il s'agissait d'une famille de huguenots et l'un des chefs de la famille, le seigneur L'Offroy, mourut à la bataille d'Azincourt en 1415.

## Relation avec Jane Austen
Thomas Langlois Lefroy est particulièrement connu aujourd'hui pour avoir été un amour de jeunesse de la romancière Jane Austen.
Ils se seraient rencontrés à Noël 1795 et ce serait peut-être de là que vient le nom de la première fille de Tom Lefroy, Jane Christmas.
Cette rencontre affectera beaucoup Jane Austen ; on peut retrouver dans ses romans une part de leur propre histoire qui, elle, s'est malheureusement mal terminée.
Cette relation est le sujet du film Becoming Jane, sorti en 2007.

## Enfants
Le 16 mars 1799, Tom Lefroy épouse Mary Paul dans le Nord du Pays de Galles. De leur mariage naissent sept enfants, tels qu'indiqués dans The Visitations of Ireland :
1. Anthony Lefroy (21 mars 1800 – 11 janvier 1890), plus tard membre du Parlement au titre du siège détenu auparavant par son père (conscription de l'Université de Dublin) ;
2. Jane Christmas Lefroy (24 juin 1802 – 3 août 1896) ;
3. Anne Lefroy (25 avril 1804 – 24 février 1885) ;
4. Thomas Paul Lefroy (31 décembre 1806 – 29 janvier 1891), qui écrira Memoir of Chief Justice Lefroy, publié en 1871 ;
5. Le Révérend Jeffry Lefroy (25 mars 1809 – 10 décembre 1885) ;
6. George Thomson Lefroy (26 mai 1811 – 19 mars 1890) ;
7. Mary Elizabeth Lefroy (19 décembre 1817 – 23 janvier 1890).

Un autre fils, Benjamin, né le 25 mars 1815, meurt en bas âge. Les filles de Tom Lefroy demeurent célibataires.